# Hodotermopsis
Hodotermopsis (лат.) — род термитов, единственный в составе семейства Hodotermopsidae (ранее в Archotermopsidae). Включает 2 азиатских вида (современный и ископаемый).

## Распространение
В мировой фауне известно два вида: один современный (с множеством синонимов таксонов описанных из Китая) и один ископаемый из миоцена Японии. Встречаются в Юго-Восточной (Вьетнам, Китай) и Восточной Азии (Тайвань, Япония).

## Биология
У вида Hodotermopsis sjostedti (= H. japonicus) обнаружена репродуктивная интеркаста солдат (у большинства термитов они стерильны), обладающую способностью к размножению. Предположительно, эти интеркасты по происхождению являются псевдергатом, нимфой или личинкой шестой стадии. Кроме того, у интеркасты обнаружены относительно хорошо развитые гонады, хотя зрелые ооциты и сперматозоиды в яичниках самок и семенных пузырьках самцов не обнаружены.

## Классификация
Род был впервые выделен в 1911 году. Ранее включался в семейства Termopsidae и Archotermopsidae (с 2021 в его подсемейство Hodotermopsinae). В 2022 году род Hodotermopsis был выделен в отдельное семейство Hodotermopsidae, оставив в Archotermopsidae только два современных рода (Archotermopsis и Zootermopsis) и ископаемые. Hodotermopsidae вместе с Stolotermitidae, Hodotermitidae и Archotermopsidae, образуют монофилетическую кладу Teletisoptera в Euisoptera, которая сестринская к Mastotermitidae.
- Hodotermopsis sjostedti
  - = Hodotermopsis dimorphus Zhu, Wang & Huang, 1991[9]
  - = Hodotermopsis fanjingshanensis Zhu, Wang & Huang, 1991[9]
  - = Hodotermopsis japonicus Holmgren, 1912[10]
  - = Hodotermopsis lianshanensis Li & Ping, 1986[11]
  - = Hodotermopsis orientalis Li & Ping, 1988[2]
  - = Hodotermopsis yui Li & Ping, 1988[2]
- †Hodotermopsis iwatensis (Fujiyama, 1983)[4][12]